# Уимблдонский турнир 2024
Подробнее о турнирах в одиночном разряде 2024 года среди мужчин и женщин
Уимблдонский турнир 2024 (англ. The 2024 Wimbledon Championships) — 137-й розыгрыш ежегодного профессионального теннисного турнира серии Большого шлема, проводящегося в Уимблдоне (Лондон, Великобритания) на кортах местного Всеанглийского клуба лаун-тенниса и крокета. Традиционно победители соревнования определяются в девяти разрядах: в пяти — у взрослых и четырёх — у старших юниоров. Также соревнования проводились в шести разрядах среди теннисистов на колясках и четырёх разрядах среди ветеранов.
В 2024 году матчи квалификации прошли с 24 по 27 июня, а матчи основных сеток проходили с 1 по 14 июля. В турнире приняли участие 128 теннисистов. Общий призовой фонд турнира составил рекордные для Уимблдонского турнира £ 50 млн.

## Общая информация

### Призовые деньги
Суммарный призовой фонд турнира составил 50 000 000 фунтов стерлингов.
| Разряд             | Титул      | Финал      | 1/2 финала | 1/4 финала | 1/8 финала | 1/16 финала | 1/32 финала | 1/64 финала | Финал квалификации | Второй круг квалификации | Первый круг квалификации |
| ------------------ | ---------- | ---------- | ---------- | ---------- | ---------- | ----------- | ----------- | ----------- | ------------------ | ------------------------ | ------------------------ |
| Одиночный          | £2 700 000 | £1 400 000 | £715 000   | £375 000   | £226 000   | £143 000    | £93 000     | £60 000     | £40 000            | £25 000                  | £15 000                  |
| Парный *           | £650 000   | £330 000   | £167 000   | £84 000    | £42 000    | £25 000     | £15 750     | н/д         | н/д                | н/д                      | н/д                      |
| Смешанный парный * | £130 000   | £65 000    | £33 000    | £17 000    | £8 500     | £4 250      | н/д         | н/д         | н/д                | н/д                      | н/д                      |

* на двоих игроков

## Победители

### Взрослые

#### Мужчины. Одиночный разряд
Карлос Алькарас —  Новак Джокович — 6-2, 6-2, 7-6(7-4)
- Алькарас выиграл Уимблдон второй год подряд, обыграв в финале, как и в 2023 году, Джоковича
- 4-й финал турнира Большого шлема для Алькараса и 4-я победа
- Джокович 10-й раз сыграл в финале Уимблдона (7 побед — 3 поражения)
- Суммарно 37-й финал турниров Большого шлема для Джоковича (24 победы — 13 поражений)

#### Женщины. Одиночный разряд
Барбора Крейчикова —  Жасмин Паолини — 6-2, 2-6, 6-4
- Крейчикова выиграла свой второй финал Большого шлема после Открытого чемпионата Франции 2021 года

#### Мужчины. Парный разряд
Харри Хелиёваара /  Генри Паттен —  Макс Пёрселл /  Джордан Томпсон — 6-7(7-9), 7-6(10-8), 7-6(11-9)
- Хелиёваара и Паттен впервые вышли в финал турнира Большого шлема в мужском парном разряде
- В финале Хелиёваара и Паттен отыграли три мачтбола
- Хелиёваара — первый финн, победивший на Уимблдоне
- Паттен — третий британский теннисист в Открытую эру, выигравший Уимблдон в мужском парном разряде
- Паттен свой первый турнир ATP в парах выиграл только весной 2024 года

#### Женщины. Парный разряд
Катерина Синякова /  Тейлор Таунсенд —  Габриэла Дабровски /  Эрин Рутлифф — 7-6(7-5), 7-6(7-1)

#### Смешанный парный разряд
Ян Зелиньский /  Се Шувэй —  Сантьяго Гонсалес /  Гильяна Ольмос — 6-4, 6-2

### Юниоры

#### Юноши. Одиночный турнир
Николай Будков Кьер —  Мес Рёттгеринг — 6-3, 6-3

#### Девушки. Одиночный турнир
Рената Ямрихова —  Эмерсон Джонс — 6-3, 6-4

#### Юноши. Парный турнир
Александр Разеги /  Макс Шёнхауз —  Ян Климас /  Ян Кумштат — 7-6(7-1), 6-4

#### Девушки. Парный турнир
Тайра Катерина Грант и  Ива Йович —  Мика Стойсавлевич /  Минге Сюй — 7-5, 4-6, [10-8]